# Corazón en condominio
Corazón en condominio é uma telenovela mexicana produzida por Rafael Gutiérrez e exibida pela Azteca 13 entre 2 de setembro de 2013 e 29 de março de 2014.
É um remake de da telenovela colombiana Vecinos, produzida em 2008.
Foi protagonizada por Victor García e Cynthia Rodríguez e antagonizada por Arap Bethke e Luis Felipe Tovar.

## Sinopse
Oscar Leal é um carismático motorista de táxi, espirituoso, desonesto, muito nobre, mas sim, ele nunca teve dinheiro, mas sabe perfeitamente como enganar as pessoas em empréstimos e se alguém precisa de sua ajuda, Oscar não hesitará por um momento para dar tudo o que ele tem.  Para ele, não há maior preocupação na vida do que para obter dinheiro para as "pequenas festas com karaoke" que ele organiza todas as noites em sua casa e de que todos os vizinhos se queixam. Todas as semanas ele sonha em ganhar a loteria.
Ele nunca conseguiu uma namorada formal, a única mulher com quem ele sempre sonhou ter um relacionamento sério é a vizinha Jessica, a quem fingiu ter filhos, mas quem nunca o ouviu. Um dia, Óscar compra um bilhete de loteria e diz a Jessica que, se ele o retirar, ele se casa com ela e ela brincadeira diz "sim".
No mesmo dia, Óscar conhece Tatiana, uma jovem educada, simpática, inteligente, trabalhadora e de bom coração que vive no prestigiado condomínio Fontainebleu. Ela está passando por um momento muito difícil, ela sente que o mundo está caindo aos pedaços, ela perdeu um grande amigo e acabou com seu namorado Rodolfo, com quem pensou que iria se casar. Agora, Óscar, que vem de um mundo sócio-econômico totalmente diferente, aparece em sua vida e, sem facilitar, ele está determinado a conquistá-lo. 
Oscar sabe que ela não pertence ao mundo de Tatiana e que ela não tem chance de ela perceber. No entanto, um golpe de destino causará Oscar atingir o jackpot da loteria.
A vida o muda por um momento. Os vizinhos que o odiaram agora adoram-no, e Jessica logo o lembra da promessa de casamento no momento em que a loteria é desenhada. Infelizmente, Óscar terá que passar por muitas decepções para descobrir que muitas pessoas ao seu redor só procuram interesse. 
Em menos de um mês, você acaba gastando todo o dinheiro do seu prêmio, entre presentes para seus vizinhos, um novo táxi e a compra do condomínio no prestigiado Fontainebleu. Agora Óscar vive em um apartamento de luxo, mas ele não tem um centavo. E os conflitos com seus novos vizinhos são imediatos. Eles não conseguem conceber que um homem como ele, com suas festas escandalosas e seu mau gosto, vive no mesmo condomínio que eles.
Óscar está ganhando o carinho de seus vizinhos presunçosos, graças à sua nobreza e simplicidade. Mas o mais valioso para Oscar será vencer o coração de Tatiana, que se apaixonou e que está lentamente conquistando detalhes, a nobreza de sua alma e seu amor desinteressado. E esse amor também despertará inúmeros problemas e inimigos, que tentará a todo custo evitar que esse amor aconteça. 

## Elenco
| Ator/Atriz             | Personagem |
| ---------------------- | ---------- |
| Victor García          | Óscar      |
| Cynthia Rodríguez      | Tatiana    |
| Arap Bethke            | Rodolfo    |
| Betty Monroe           | Jessica    |
| Omar Fierro            | Gervasio   |
| Luis Felipe Tovar      |            |
| Mayra Rojas            |            |
| Martha Mariana Castro  |            |
| Carmen Beato           |            |
| Alberto Guerra         |            |
| Alan Ciangherotti      |            |
| Laura Palma            | Paty       |
| Gloria Stalina         |            |
| María Alejandra Molina | Sarita     |
| Adianez Hernandez      |            |
| Rykardo Hernandez      |            |
| Alex Garza             |            |

## Outras versões
- Vecinos - uma telenovela colombiana produzida e exibida pela Caracol Televisión.